# Río Abrilongo
El río Abrilongo (en portugués: ribeira de Abrilongo), también llamado arroyo, es un río del oeste de la península ibérica perteneciente a la cuenca hidrográfica del Guadiana, que en un tramo de su curso forma la frontera natural entre España y Portugal.

## Curso
El Abrilongo nace en el municipio luso de Arronches y desemboca en el río Gévora, un poco río abajo de Ouguela, tras recorrer unos 30 kilómetros. Limita con España desde aguas arriba de la aldea de Marco/El Marco, donde se encuentra el puente internacional más pequeño del mundo, hasta un poco aguas abajo de la confluencia con la ribeira de Ouguela, en la zona de la antigua Contenda de Arronches. Sus aguas están embalsadas en el embalse de Abrilongo.
Ya en 1747, el Abrilongo era conocido porque se criaban barbos, bogas, calandinos y bermejuelas, todos ellos con un sabor especial, ya que se criaban entre rocas y aguas extremadamente frías.

## Fuente
- Esta obra contiene una traducción  derivada de «Ribeira de Abrilongo» de Wikipedia en portugués, publicada por sus editores bajo la Licencia de documentación libre de GNU y la Licencia Creative Commons Atribución-CompartirIgual 4.0 Internacional.